# MIKTA

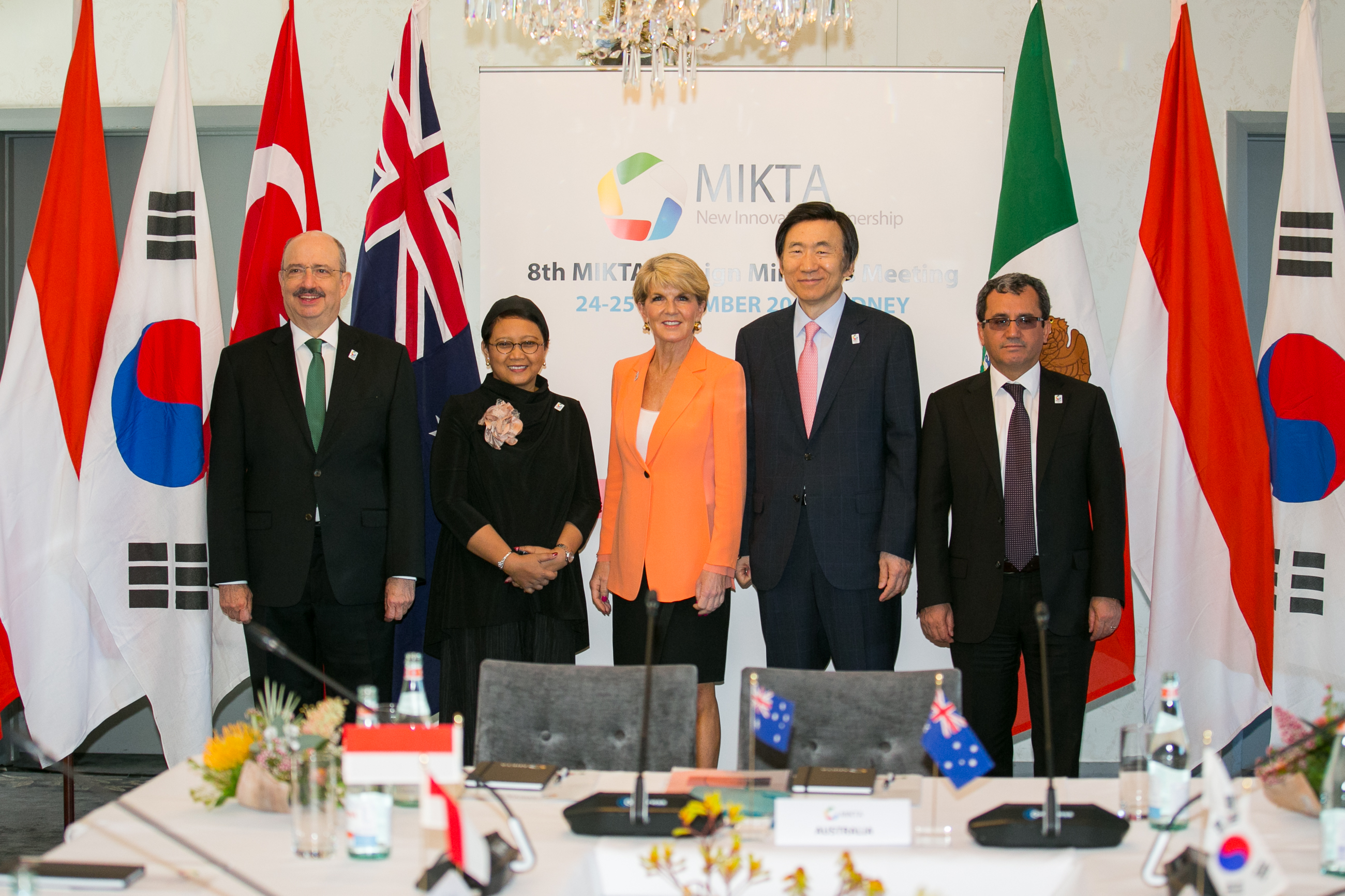
Reprezentanții națiunilor MIKTA care s-au întâlnit la Sydney în 2016: (L-R) Mexicul Carlos de Icaza, Retno Marsudi al Indoneziei, Australia Julie Bishop, Yun Byung-se din Coreea de Sud și Ahmet Yildiz din Turcia

MIKTA este un parteneriat informal între Mexic, Indonezia, Coreea de Sud, Turcia și Australia. Este condus de miniștrii de externe. Aceasta a fost creată în 2013 pe marginea Adunării Generale a Națiunilor Unite din New York City și are ca scop sprijinirea guvernării globale eficiente.

## Membri

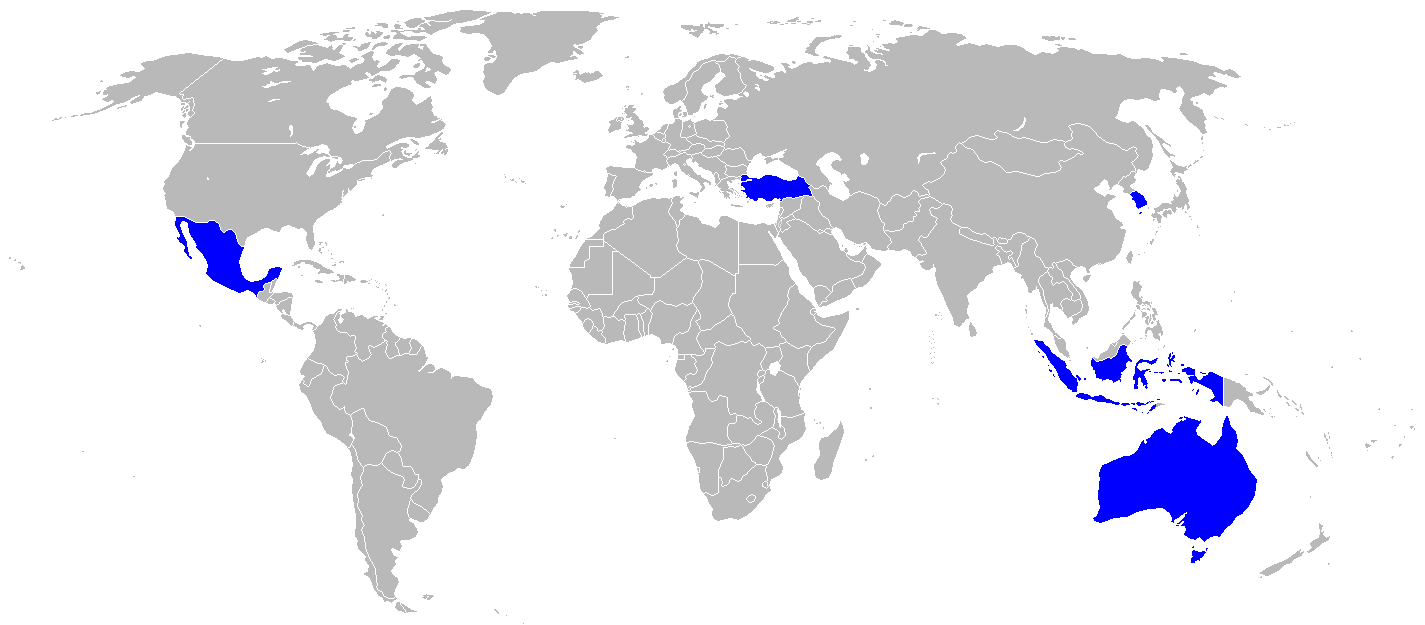
Membri MIKTA

Apartenența diversă a grupului - din punct de vedere al culturii, structurii socio-economice și geografiei - îi conferă o perspectivă unică. Este un parteneriat transregional, bazat pe valori, cu mai multe caracteristici cheie. Important este că toate statele membre sunt economii G20 cu PIB similar și interes pentru a garanta că sistemele de guvernare globală funcționează pentru toate statele, indiferent de mărime și influență. Aceste asemănări oferă o bază solidă pentru cooperarea reciprocă.
Mai mult, diversitatea din cadrul parteneriatului permite membrilor să-și împărtășească cunoștințele și perspectivele rezultate din experiențe variate.